# Liste der Hochhäuser in Indiana
In der Liste der Hochhäuser in Indiana werden die höchsten Hochhäuser im US-Bundesstaat Indiana ab einer strukturellen Höhe von 50 Metern aufgezählt. Das bedeutet die Höhe bis zum höchsten Punkt des Gebäudes ohne Antenne. Aufgezählt werden nur fertiggestellte und im Bau befindliche Hochhäuser.

## Auflistung der Hochhäuser nach Höhe
| Nr. | Name                                           | Stadt         | Höhe                          | Etagen | Baujahr | Status |
| --- | ---------------------------------------------- | ------------- | ----------------------------- | ------ | ------- | ------ |
| 1.  | Chase Tower                                    | Indianapolis  | 247,2 m (Höhe bis zur Spitze) | 49     | 1990    | Erbaut |
| 2.  | One America Tower                              | Indianapolis  | 186,8 m (Höhe bis zur Spitze) | 38     | 1982    | Erbaut |
| 3.  | One Indiana Square                             | Indianapolis  | 153,6 m                       | 36     | 1970    | Erbaut |
| 4.  | One Summit Square                              | Fort Wayne    | 134,7 m                       | 27     | 1982    | Erbaut |
| 5.  | Market Tower                                   | Indianapolis  | 128,4 m                       | 32     | 1988    | Erbaut |
| 6.  | 300 North Meridian                             | Indianapolis  | 124,4 m                       | 27     | 1989    | Erbaut |
| 7.  | M&I Plaza                                      | Indianapolis  | 122,2 m                       | 31     | 1989    | Erbaut |
| 8.  | J.W. Marriott Indianapolis                     | Indianapolis  | 114,7 m                       | 34     | 2011    | Erbaut |
| 9.  | City-County Building                           | Indianapolis  | 113,5 m                       | 28     | 1962    | Erbaut |
| 10. | 101 West Ohio                                  | Indianapolis  | 109,8 m (Höhe bis zur Spitze) | 22     | 1987    | Erbaut |
| 11. | National City Center                           | Fort Wayne    | 103,3 m                       | 26     | 1970    | Erbaut |
| 12. | Chase Tower                                    | South Bend    | 101,2 m                       | 25     | 1971    | Erbaut |
| 13. | AT&T Building                                  | Indianapolis  | 97,8 m                        | 22     | 1932    | Erbaut |
| 14. | Lincoln National Bank Tower                    | Fort Wayne    | 95 m                          | 22     | 1930    | Erbaut |
| 15. | Capitol Center South Tower                     | Indianapolis  | 94,8 m                        | 22     | 1988    | Erbaut |
| 16. | Hilton Indianapolis                            | Indianapolis  | 92 m                          | 18     | 1971    | Erbaut |
| 17. | Riley Tower 2                                  | Indianapolis  | 89,9 m                        | 30     | 1963    | Erbaut |
| 18. | Riley Tower 1                                  | Indianapolis  | 89 m                          | 30     | 1963    | Erbaut |
| 19. | Conrad Indianapolis & Residences               | Indianapolis  | 87,5 m                        | 23     | 2006    | Erbaut |
| 20. | AT&T 220 Building                              | Indianapolis  | 86,6 m                        | 23     | 1974    | Erbaut |
| 21. | Market Square Center                           | Indianapolis  | 86,3 m                        | 20     | 1975    | Erbaut |
| 22. | Blue Chip Casino Spa Blu Tower                 | Michigan City | 85,2 m                        | 23     | 2009    | Erbaut |
| 23. | Herman B. Wells Library                        | Bloomington   | 84,5 m                        | 11     | 1969    | Erbaut |
| 24. | Hyatt Regency                                  | Indianapolis  | 81,7 m                        | 22     | 1977    | Erbaut |
| 25. | Embassy Suites Indianapolis Downtown           | Indianapolis  | 80,1 m                        | 18     | 1985    | Erbaut |
| 26. | Simon Property Group Headquarters              | Indianapolis  | 79,1 m (Höhe bis zur Spitze)  | 14     | 2006    | Erbaut |
| 27. | City View on Meridian                          | Indianapolis  | 76,4 m                        | 20     | 1966    | Erbaut |
| 28. | 420 Building                                   | Evansville    | 76 m                          | 18     | 1970    | Erbaut |
| 29. | Fifth Third Bank Tower                         | Indianapolis  | 75 m                          | 17     | 1986    | Erbaut |
| =   | Barnes & Thornburg Building                    | Indianapolis  | 75 m                          | 16     | 1909    | Erbaut |
| 31. | 8888 Keystone Crossing                         | Indianapolis  | 69,8 m                        | 18     | 1988    | Erbaut |
| 32. | Fifth Third Bank Building                      | Evansville    | 69 m                          | 16     | 1981    | Erbaut |
| 33. | Hilton Garden Inn                              | Indianapolis  | 66,4 m                        | 16     | 1915    | Erbaut |
| 34. | Radisson Hotel City Centre                     | Indianapolis  | 66,1 m                        | 21     | 1969    | Erbaut |
| 35. | Theodore M. Hesburgh Library                   | South Bend    | 65,5 m                        | 13     | 1963    | Erbaut |
| 36. | Indianapolis Marriott Downtown                 | Indianapolis  | 65,2 m                        | 19     | 2001    | Erbaut |
| =   | Indiana Government Center North                | Indianapolis  | 65,2 m                        | 14     | 1963    | Erbaut |
| 38. | Amerigo Building                               | South Bend    | 64,3 m                        | 12     | 1930    | Erbaut |
| 39. | Riley Hospital for Children Simon Family Tower | Indianapolis  | 64 m                          | 10     | 2010    | Erbaut |
| 40. | 30 South Meridian                              | Indianapolis  | 62,2 m                        | 13     | 1928    | Erbaut |
| 41. | 110 East Washington Street                     | Indianapolis  | 61 m                          | 17     | 1921    | Erbaut |
| 42. | One North Pennsylvania                         | Indianapolis  | 60,4 m                        | 16     | 1908    | Erbaut |
| 43. | Symphony Centre                                | Indianapolis  | 59,9 m                        | 17     | 1912    | Erbaut |
| 44. | Inland Building                                | Indianapolis  | 59,8 m                        | 13     | 1916    | Erbaut |
| 45. | County-City Building                           | South Bend    | 59,7 m                        | 15     | 1971    | Erbaut |
| 46. | Westin Indianapolis                            | Indianapolis  | 59,2 m                        | 15     | 1987    | Erbaut |
| 47. | John J. Barton Apartments                      | Indianapolis  | 59,1 m                        | 21     | 1968    | Erbaut |
| 48. | Consolidated Building                          | Indianapolis  | 58,2 m                        | 15     | 1910    | Erbaut |
| 49. | Circle Tower                                   | Indianapolis  | 57,9 m                        | 17     | 1930    | Erbaut |
| 50. | 120 East Market Street                         | Indianapolis  | 56,7 m                        | 14     | 1955    | Erbaut |
| 51. | Hall of Fame Gameday Center                    | South Bend    | 56,5 m                        | 15     | 2005    | Erbaut |
| 52. | One North Capitol                              | Indianapolis  | 55,2 m                        | 12     | 1982    | Erbaut |
| 53. | Commerce Building                              | Fort Wayne    | 54,8 m                        | 13     | 1923    | Erbaut |
| 54. | Ameristar East Chicago Hotel                   | East Chicago  | 54,6 m                        | 15     | 2001    | Erbaut |
| 55. | Landmark Center                                | Indianapolis  | 54,2 m                        | 12     | 1985    | Erbaut |
| 56. | Omni Severin Hotel                             | Indianapolis  | 53,8 m                        | 13     | 1913    | Erbaut |
| 57. | School of Education Building                   | Terre Haute   | 53,5 m                        | 15     | 1977    | Erbaut |
| 58. | School of Business Building                    | Terre Haute   | 53,5 m                        | 15     | 1981    | Erbaut |
| 59. | Memorial Hospital                              | South Bend    | 52 m                          | 12     | 1958    | Erbaut |
| 60. | Tarkington Tower                               | Indianapolis  | 51,2 m                        | 16     | 1968    | Erbaut |
| 61. | Anthony Wayne Bank Building                    | Fort Wayne    | 50,9 m                        | 14     | 1964    | Erbaut |